# NGC 4264
NGC 4264 (również PGC 39687 lub UGC 7364) – galaktyka soczewkowata (SB0-a), znajdująca się w gwiazdozbiorze Panny. Odkrył ją William Herschel 13 kwietnia 1784 roku. Należy do Gromady w Pannie.